# Esterwegen
Esterwegen är en kommun i Landkreis Emsland i det tyska förbundslandet Niedersachsen. Esterwegen, som för första gången omnämns i ett dokument från år 1223, har cirka 6 000 invånare.
Kommunen ingår i kommunalförbundet Samtgemeinde Nordhümmling tillsammans med ytterligare fyra kommuner.
Mellan 1933 och 1936 fanns ett koncentrationsläger i Esterwegen.